# Alà dei Sardi
Alà dei Sardi – miejscowość i gmina we Włoszech, w regionie Sardynia, w prowincji Sassari. Graniczy z Olbia, Bitti, Berchidda, Buddusò, Monti, Oschiri, Padru.
Według danych na rok 2021 gminę zamieszkiwało 1787 osób, 9,03 os./km².